# 西尔维奥·福纳
西尔维奥·福纳（義大利語：Silvio Fauner，1968年11月1日—），意大利男子越野滑雪运动员。他曾代表意大利参加1992年、1994年、1998年和2002年冬季奥林匹克运动会越野滑雪比赛。